# Pattersonocnus
Pattersonocnus — вимерлий рід мегалоніхидних лінивців, які жили в міоцені у Венесуелі 11,6 мільйонів років тому. Рід містить один відомий вид, Pattersonocnus diazgameroi. Скам'янілості були знайдені в формації Урумако у Венесуелі.